# NHK教育テレビジョン
NHK教育テレビジョン（エヌエイチケイきょういくテレビジョン）は、日本放送協会（NHK）による地上基幹放送の一種別のテレビジョン放送で国内放送でもある。
教育番組を中心とした編成で全国放送を行う。
略称はNHK E、教育テレビ、及びEテレ。2011年6月1日よりEテレが対外的名称として使われるようになり、それ以降教育テレビの呼称はあまり使われなくなっている。
キャッチコピーは、「みつかる Eテレ」。

## 概要
地域ごとに番組が異なる編成を組むNHK総合テレビジョン（NHK G）と異なり、日本全国で統一した番組編成を基本とするため、関東地方、東海3県、近畿地方においては、一部に県域放送を設定するようなことはなく民間放送の広域放送と同等の放送エリアとしている。これにより独自に放送を行うことができる放送局は41局と総合テレビより少ない。
編成は概ね各種教育番組、趣味・教養講座、福祉・障害者向け、子供向けの娯楽、高校野球および大学野球における早慶戦等の学校対抗試合を主としたスポーツ中継なども放送される。学校対抗試合以外のスポーツ中継はあまり放送されておらず、総合テレビからの振り替えで用いられている程度に留まる。ただし、ジャパンコンソーシアム系のスポーツ番組は義務の関係で積極的に放送し、高校野球中継と同様のリレー放送となっている。一部はかつて総合テレビで放送されていたものが、媒体変化などもあって集約されたものである。
2000年代頃からは、過去の番組構成を踏襲しながらも個々の番組をリニューアルし、タレントを起用するなど軟化させた、俗受けするような番組もラインナップされるようになっている。例えば「囲碁・将棋」「障害者」「クラシック音楽」「語学」「短歌・俳句」などは、それのみを純粋に扱うだけでなく、「バラエティ番組に近い教養番組」として作られているものもある。番組の編集もテロップやワイプを多用して民間放送のそれに近くなっている。
『きょうの料理』、語学講座や趣味番組では必ず番組の最後に番組テキストの宣伝が挿入される。『日曜美術館』のテーマは国内の美術館で企画展が行われていたり、「○○周年」のような産業的に利用するに時宜にかなった作家・ジャンルが優先的に取り上げられている。
かつては24時間放送を行っていた時期があったが、諸般の事情により中止し、一日平均21時間前後の放送となっている。ただしこれについてはデジタル化原則完了もあり、引き続きマルチ編成の活用などによる削減に向けた取り組みが進められており、2012年度からは、さらに放送時間が削減。
本局での最高視聴率は、『第61回全国高等学校野球選手権大会』の「箕島対星稜」中継（1979年（昭和54年）8月16日）で、29.4%を記録した。

## 歴史

### 世界初の教育専門チャンネル
1959年（昭和34年）1月10日に日本で初めて教育放送を専門に扱うテレビジョン放送局として東京、同年4月1日に大阪が開局した。当初は全日放送ではなく、日中の数時間は中断しテストパターンなどが流されていた。
1959年1月10日の当日の番組
- 10:50 - 11:00　放送開始・おしらせ
- 11:00 - 11:15　三学期の贈り物「はてなはてな お正月」（実質的な教育テレビの開局後最初の番組）
- 11:15 - 11:35　同「芸術の窓・チャイコフスキー・バレエ音楽」
- 11:35 - 11:55　同「美術教室」
- 11:55 - 13:00　海外だより
- 13:00 - 13:30　教師の時間・火の燃え方
- 13:30 - 14:00　母親から教師から・入学前にしつけておきたいこと
（14:00 - 15:00　放送休止=モノスコープによる試験電波）
- 15:00 - 16:05　NHK東京教育テレビジョン放送開局記念式典実況（NHKホール〈内幸町〉から公開生中継）
（16:05-18:00　放送休止=試験電波）
- 18:00 - 18:03　放送再開・おしらせ
- 18:03 - 18:10　漫画映画「ロデオ大会」
- 18:10 - 18:40　びっくり百科
- 18:40 - 19:00　連続ドラマ「鉄砲小彌太」
- 19:00 - 20:30　NHK東京テレビジョン放送開局記念特集
  - 式辞：NHK会長・野村秀雄
  - テレビを生活に生かすには（練馬公民館から公開生中継）
- 20:30 - 21:15　日本の歴史・日本人と国家の起源
- 21:15 - 22:00　音楽夜話（実質的なこの日の最終番組）
  - 話：「ベートーベンの遺跡をたずねて」
  - 演奏：ベートーベン作曲「ロマンス」より、ヘ長調・ト長調
- 22:00 - 22:03　おしらせ・放送終了

東京は完成から間もなかった東京タワーから1chで開局し、同年4月6日に千代田区の送信所（後の千代田放送会館）から3chで放送されていた総合とチャンネルが入れ替わった。大阪はそれまでアメリカ軍のレーダー用に割り当てられた12chが使用された。全国的にみても、教育テレビのアナログ放送には、12chが割り当てられている地域が比較的多かった。
なお、教育テレビが全国に置局化されるまでは、教育テレビの未開局の地域では総合テレビで一部の学校放送番組が放送されていた。
カラー放送は、先ず東京で、1959年4月6日に、前述の総合テレビと教育テレビのチャンネルが入れ替わったのを機に、それまで総合テレビで実施していた実験放送がそのまま教育テレビに引き継がれ、翌日から開始。翌年（1960年）9月10日の本放送の前日まで行われた。そして、翌日からの本放送は、東京・大阪共に、総合テレビと同日に開始された。NHKアーカイブスの番組表検索によると、本放送開始の1960年（昭和35年）9月10日の幼児向け番組「かっちゃん」にとの記載があり、9月12日以降、『理科教室小学校1年生 ～なんなんなあに～』、幼児向けの『できたできた』、小学生高学年向けの『美術教室』『音楽教室』などが、東京ではカラーで放送されており(その後一部は大阪でもビデオ送りでカラー放送となった)、その多くが同年4月の実験放送時から、後の本放送化を考えてカラーで制作かつ実験放送されていた番組である。

### オイルショックとその後の変容
第1次オイルショックの影響を受け、1974年（昭和49年）1月16日以降、14:30から17:30のうち1時間から3時間を休止に充てるとともに、深夜も23:00で放送が打ち切られた。ただし早終い全面解除までその後10年を要した総合と異なり、2か月半後には深夜の終了が30分延ばされ23:30に、9月には日中の放送休止解除、そして翌1975年（昭和50年）度には東京・大阪のアナログUHF実験局閉局もあり、放送大学の開学に向けた実験番組『大学講座』を放送することになったため、1年2か月半ぶりにオイルショックによる時間短縮措置が全面解除された。
放送自体のカラー化開始は総合と同時期だったのに対し、番組の全面カラー化は渋谷の放送センターへ東京の拠点集約を完了してからもまだ実現せず、1977年（昭和52年）10月3日であった。このカラー化により日本のテレビ番組から、過去作の再放送等を除いた白黒放送が消滅した。
アナログ音声多重放送については、1980年代半ばまでは計画がなかったが、まず三大都市圏で1990年（平成2年）10月から、その他は翌年3月21日（春分の日）からの実施であった。いずれも総合テレビや在京・在阪民間放送より相当遅かった。文字多重放送（字幕放送）については1999年（平成11年）と、さらに開始が遅かった。
しかし、これらのサービスを開始することにより、教育テレビの編成における制約が徐々に少なくなっていった。この動きに合わせるかのように、それまで総合で放送されていたジャンルの一部が、衛星テレビジョン本放送開始も相まってジャンル整理の一環として教育テレビに移ってくるようになった。総合で放送されていた子供向け番組は、平成時代に入ると姿を消し、教育テレビに集約された。総合の空いた時間帯には、報道・情報番組が編成されるようになっていった。
なお、衛星放送は当初、1984年5月12日に試験放送の名目で、2チャンネル同時開局して、衛星第2放送を使って教育テレビとの完全サイマル放送を行う予定だったが、ゆり2号aの太陽電池の不具合の発生に伴い、当初総合テレビジョンの完全サイマルを予定していた衛星第1放送のみの開局となった際、一部の番組の時差編成を中心に放送が開始され、1986年12月26日から衛星第2放送が開局後から正式に教育テレビとの完全サイマルに移行した。
その後1987年7月4日から、衛星第1放送が完全自主編成による24時間放送となったのに伴い、地上波難視聴対策放送は衛星第2放送に集約されるが、大半の時間は総合テレビとの同時生放送が主であり、教育テレビは地上波からの時差放送が主となり、1989年6月3日（6月1日より本放送開始）以後は衛星第2放送でも自主編成を主体とした放送に移行したため、地上波の難視聴対策編成は時差編成（報道・スポーツ・連続テレビ小説・大河ドラマ等一部は同時生放送）が主体となる。特に、語学・一般向け教養番組は深夜0-3時台、学校向け放送は4時台に編成されることが多くなる。2011年3月31日でBS2の放送が終了、NHK BSプレミアムへ移行し、（新）BS1同様完全自主編成となったため、地上波難視聴対策放送は事実上終了した。ただし、地上デジタル放送の難視聴地域対策の一環で、2010年3月11日より2015年3月31日までの暫定処置として、BS292を使用した衛星のセーフティーネットによる同時放送は行われていた。

### 時間枠の拡大・縮小
後述の表でも説明するが、放送開始当初は1日5時間で、早朝、および日中のうち午後の時間帯は放送休止となっており、その時間帯は放送設備点検のためのテストパターン画像とレコード音楽を延々流す程度だった。その後放送時間の拡大が進み、1964年には午後0時台（午前12時台）の休止が廃止、さらに早朝放送も開始するようになった。終日放送となったのは1967年4月度の改編の時である。
時間枠の拡大は、長らく編成上止むを得ずどうしてもという場合に限られていた。山田誠浩のアナウンスによる放送終了告知も存在したが、放送されることは極めて稀であった。
教育テレビが大規模に時間枠拡大に向けた動きを見せたのは、1989年（平成元年）11月頭に3夜連続で編成した『Channel E ウィークエンドラリー』が最初であった。ただしこれは終夜放送ではなく、午前2時前後に終了するものであった。実験的編成であったため、この時は継続して行われることは無かった。
1990年代後半になって、少しずつ「24時の壁」が破られるようになる。1998年（平成10年）度には語学講座の深夜編成により月 - 金曜の一部は0:35（放送日基準24:35）終了となった。翌1999（平成11）年度はさらに拡大され、月 - 金曜は2:00（放送日基準26:00）までに。そして翌2000年（平成12年）には遂に、原則第2・4・5週の日曜深夜=月曜未明を除き、5:00基点の24時間放送を開始した。ただ当時は第2・4・5週の日曜の翌日が祝日や振替休日になる場合、放送休止の編成に対する批判の声が多かった。大地震や津波が発生した場合以外の自然災害=災害対策基本法履行、及び大事件など有事発生時の速報義務が、いわゆる「全波全中」を伴うものを除き、教育放送系チャンネルには無いため、2000年（平成12年）7月以後も放送休止は全国一斉に行われている。但し24時間放送実施時の平日のメンテナンスは各局任意だった。
しかし、一連の不祥事による受信料収入の減少の影響で、経営再建と経費削減を行う観点から、2006年（平成18年）4月2日から3日にかけての深夜の放送を以って衛星ハイビジョンと共に24時間放送を中止し、深夜は再び原則としてメンテナンスタイム（放送休止枠）に充てることとなった。その後、地球温暖化防止対策として2008年（平成20年）10月からアナログ放送で、翌2009年（平成21年）4月からは三大都市圏のデジタル放送でもそれぞれ完全停波するようになった。ただし、全国放送終了後の深夜時間帯に各地の放送局が不定期にその地域向けに番組を放送する場合もあるほか、高校野球地方大会など地域番組に差し替えた関係で放送できなかった番組の時差放送が行われることもある。なお、休止時間については後述する。
2012年度からは月曜から金曜の放送開始時刻が1999年度から続いていた5:00から5:30に繰り下がることになった。土日は従来どおり5:00開始となる。2015年度は日・月が5時、他が5:30となり、2016年度からは日が5時、それ以外が5:30である。

### デジタル化
2003年（平成15年）
- 11月10日 10:00からデジタル放送の試験放送開始[22]。
- 12月1日 それまでのアナログ放送を置き換えることを主目的としたデジタル放送は、三大都市圏（東京、大阪、名古屋）からスタートした[23]。デジタル放送（アナログ放送は2006年1月）のクロージング時はNHKのロゴを表示した後に『教育テレビジョン』の文字が追加されている。

2008年（平成20年）7月24日よりアナログ放送において、3年後の同日までにアナログ放送が終わる予定であることを周知するためとデジタル放送への円滑な移行を促進するため、画面右上に「アナログ」の字幕を出すようになった。
2010年（平成22年）
- 2月11日未明まで上下に黒帯が出るときは「アナログ」の表示位置が異なった。
- 3月11日、DpaがBSデジタル放送の292chで、東京教育デジタルテレビジョンの衛星によるセーフティネット[注 21]を期間限定で始めた。
- 新年度開始日となった3月29日、アナログ放送では地上デジタル放送の完全移行を前提として、一部を除いて全ての番組が画角16:9のレターボックス放送に移行した。
- 例外として『NHK手話ニュース』各番組、『てれび絵本』などは4:3コンバートだったが、同年7月5日の放送開始以降は一部のSD4:3制作時代に放送された番組の再放送[注 22]を除いてほぼ全番組がレターボックス16:9となった。
- 10月25日からは、アナログ総合テレビとアナログ衛星第2テレビで行なっていたアナログ放送終了に関するお知らせが、アナログ教育テレビでも前者2波とともに常時表示の形で実施されるようになった[注 23]。

2011年（平成23年）
- 3月11日、東北地方太平洋沖地震（東日本大震災）の発生直後から予定されていた番組のほぼ全てを休止し、津波警報[24]、安否情報・生活関連情報を繰り返し生放送した[25]。同月末での廃局が決まっていたBS2（BSデジタル102ch）でも、衛星によるセーフティーネット（BSデジタル292ch）とは別に、18日まで暫時的に教育テレビの番組の同時配信を実施した。19日以降も暫く一部時間帯で避難所にいる被災者名簿の放送を行った。
- この震災により、盛岡・仙台・福島の各局では、アナログの廃局予定が2011年度末に延ばされた。
- 6月1日、前年度より愛称として使われていた「NHK Eテレ」を、50年以上使われてきた「NHK教育テレビ」及び「ETV」に代わる新しい一般名称として採用した[26]。
- 7月24日12:00（午後0時）を以って、前述3局とその中継局を残し、アナログの通常放送終了。アナログの最終番組は『囲碁・将棋フォーカス』で、その途中での終了だった（地域により全国高等学校野球選手権大会地方大会の中継。特別なアナウンスはなく、字幕スーパーでの告知だった）。23:59（午後11時59分）にアナログ放送は完全停波された。なお、「デジアナ変換」では、それまでアナログ放送で用いられてきたチャンネルで送信されることがあった。

2012年（平成24年）3月31日、前述3局とその中継局も、アナログ放送完全停波。これにより全国で完全デジタル化完了。
2015年（平成27年）3月31日、正午（午後0時）を以って、BSセーフティーネット（BS292ch）による東京Eテレのサイマル放送を終了。
2020年（令和2年）
- 3月1日、常時同時配信・見逃し番組配信のNHKプラスでのサイマル配信を開始した[27]。
- 3月30日、一般呼称を「NHK E」という表記となった（キャッチコピーとEテレ0655&2355を除く）

2021年（令和3年）3月29日、この日から特別番組や再放送の番組等の一部の番組を除いて殆どの番組のエンドクレジットから｢終｣、｢おわり｣、｢END｣等の表記が見られなくなった。なおTVスポットでは3月29日、この日からいずれかの番組のTVスポットを26秒から30秒に変わった。
2025年（令和7年）3月31日、この日から時刻表記のフォントが変更された。(NHK全体での使用)

## 呼称とデジタル放送のロゴ
開局以来、一般的な略称は様々あった。

2011年4月から2020年3月まで使用されていた旧ロゴマーク。その後も名称は存続している。

民間放送の教育放送局日本教育テレビが1973年11月1日に
一般総合局に移行してからは日本で唯一の教育放送専門チャンネルとなったことから「教育テレビ」や英語名の“Educational Television”から採った「ETV」がNHK教育テレビジョンを指すようになった。総合テレビの「GTV」は群馬テレビと略称が同じであることから混同を避けるために使用頻度は少なかったが、ETVはこれを略称とする放送局が無かったために対外的にも使用されてきた。
NHKは2010年度から、新たな愛称として「Eテレ」を採用し、2011年6月1日からは正式に対外的な名称として採用され、新聞やテレビ情報誌の番組表等における局名表記も「Eテレ」に改められた。EPGでの放送局名表記も同年7月11日の放送開始から「NHKEテレ（放送局名）」に変わった。地上デジタル放送におけるチャンネルロゴ表示表記は2011年4月11日の放送開始から 、アイコンはその7月11日に「NHKE」から「NHKEテレ」に変更された。
2020年3月30日からは受信機表示アイコンは「NHKE（文字配列はE）」に、ウォーターマーク表記「NHK E」に変更された。
またスポット番宣でのアイコンでは教育テレビ時代は「 教 育 」Eテレ時代は「 Eテレ 」2020年にロゴが変更する際には「E」2024年にロゴの色が変更された際には「E」になってる。
その後もNHKのホームページや公開資料、NHK年鑑などではEテレの表記は使われている。2024年4月時点でも新聞やテレビ情報誌の番組表等における局名表記は「NHK Eテレ」であり、NHKが提供する番組表・EPGも「NHKEテレ（放送局名）」である。
呼出名称（コールネーム）は開局以来「NHK教育テレビジョン」で変わらず、放送開始、終了時に放送される局名告知も表示は「NHK教育テレビジョン」で、コールサインの読み上げも「JO○B（C）-DTV、NHK○○教育デジタルテレビジョン（です）」である。
報道機関での表記については「教育テレビ」「教育」「ETV」等といった表記が混在していたなか、「Eテレ」の愛称が定着している。

## 編成方針
幼児向け番組や小学生向けの学校放送、定時制・通信制高校の生徒向けの授業番組、趣味番組、語学番組、アニメ、福祉情報番組を中心に構成されている。よく再放送（例：語学番組や日本芸能の番組では放送当日の正午から先週分の再放送を行う）があることも特徴。学校放送は基本的に各学期ごとに隔週で新作を放送し、初回放送が終わった後は、2週間後の次回の放送まで同じ番組内容を曜日を変えて再放送を繰り返し、1番組につき6回程度同じ番組が放送されている。また夏休み・冬休み・春休みは「○○のテレビクラブ」と称し、長期休校前の直近の学期で放送した内容を集中的に再放送している。
デジタル放送のマルチ編成は月-金曜午後2時から午後3時30分までで、高校講座から囲碁・将棋、短歌・俳句番組の裏番組として高校講座ライブラリー及びNHKワールドが放送されている。
2003年度には「今夜もあなたのパートナー」、「まる得マガジン」、「100語でスタート!英会話」の開始や「ゴガク系」と称し、7つの語学講座の生徒役をすべて女性タレントで起用、高校講座のリニューアルなど大規模な改編が行われた。
2010年以降の動きとしては、演劇やクラシックなどの番組が減少。高校講座に芸人やアイドルを起用するほか、障害福祉を扱う番組が画一的であるという批判を機にバラエティー番組としてリニューアルした事例などがある。

### 放送時間の遍歴
24時以後は実際の日付では翌日にあたる。
| 年度                          | 放送開始                 | 放送終了                                                   | 備考 |
| ----------------------------- | ------------------------ | ---------------------------------------------------------- | --- |
| 1959年                        | 10:58                    | 22:03                                                      | 中断 11:55 - 13:00、13:22 - 18:57 11:55 - 13:00には「テストパターン・レコード音楽」とする説明があった。 日曜は放送開始が13:00で14:00 - 18:57が中断時間だった。 |
| 1960年                        | 9:58                     | 23:00                                                      | 中断 11:55 - 13:00、13:22 - 18:57 11:55 - 13:00には「テストパターン・レコード音楽」とする説明があった。 日曜は放送開始が13:00で14:00 - 18:57が中断時間だった。 |
| 1961年                        | 9:37                     | 23:37                                                      | 中断 11:55 - 13:00、13:45 - 15:30、16:30 - 18:25 土曜は11:55 - 13:00、14:00 - 18:25中断、日曜は9:57放送開始、12:00 - 19:00中断。                               |
| 1962年 - 1963年               | 9:00                     | 23:45                                                      | 中断 11:55 - 13:00、13:00 - 15:30、16:30 - 18:10 土曜は11:55 - 13:00、14:00 - 17:55中断、日曜は13:30 - 17:55中断。                                             |
| 1964年                        | 9:00→7:00                | 23:50                                                      | 中断 14:30 - 16:30、16:30 - 18:00 土曜は14:00 - 18:00、日曜は14:00 - 18:00中断 12時台の中断が廃止、4月より早朝放送を開始。平日・土曜は8:00 - 9:00も放送中断。  |
| 1965年                        | 7:00                     | 23:30                                                      | 中断 8:00 - 9:00、16:00 - 18:00 土曜は8:00 - 9:00、14:00 - 18:00、日曜は14:00 - 18:00中断 10月頃から平日夕方の放送中断が17:00 - 18:00に短縮。                  |
| 1966年                        | 7:00                     | 23:50                                                      | 中断 17:00 - 18:00 土曜・日曜は15:00 - 18:00中断 土・日曜の放送中断時間が短縮された。                                                                          |
| 1967年                        | 6:00                     | 23:50                                                      | 中断時間を廃止し終日放送に移行。 |
| 1968年 - 1974年1月15日        | 6:00                     | 23:58                                                      | |
| 1974年1月16日 - 3月31日       | 6:00                     | 23:00                                                      | 中断 16:30 - 17:30 第1期オイルショックにより放送時間短縮。 |
| 1974年4月1日 - 9月8日         | 6:00                     | 23:30                                                      | 中断 16:30 - 17:30（平日）、14:30 - 17:30（土曜）、16:00 - 17:30（日曜） 第1期オイルショックにより放送時間短縮。                                               |
| 1974年9月9日 - 1975年4月6日   | 6:00                     | 23:30                                                      | オイルショックによる中断廃止 |
| 1975年（4月7日以後） - 1991年 | 6:00                     | 23:58                                                      | |
| 1992年                        | 6:00                     | 月 - 木・土 0:15 （月 - 木曜は原則として） 金・日 24:00    | 月 - 木曜に「アンコールアワー」、土曜日に「スタンダード日本語講座」を編成したため、 日またぎ編成を実施。                                                       |
| 1993年 - 1994年               | 6:00                     | 平日 24:00 土・日 0:15                                     | 日またぎ編成を土・日のみに一時縮小。 |
| 1995年                        | 6:00                     | 平日 0:20 土 0:15 日 0:30                                  | 平日の日またぎ編成を本格再開 |
| 1996年                        | 6:00                     | 平日 0:20 土 0:15 日 24:00                                 | |
| 1997年                        | 6:00                     | 平日 0:25 土・日 24:00                                     | |
| 1998年                        | 6:00                     | 月 - 木 0:35 金 0:25 土 0:30 日 24:00                      | |
| 1999年                        | 5:00                     | 月 - 土 2:00 日 0:45                                       | 放送時間拡大 |
| 2000年 - 2005年               | 5:00                     | 月 - 土・第1・3日 24時間放送 （5:00起点） 第2・4・5日 0:45 | 第2・4・5日曜を除き24時間放送実施 |
| 2006年 - 2011年               | 5:00                     | 後述の表参照                                               | 24時間放送を中止、深夜放送短縮 |
| 2012年 - 2014年               | 平日 5:30 土・日 5:00    | 後述の表参照                                               | 平日の放送を5:30開始に繰り下げ |
| 2015年                        | 日・月 5:00 火 - 土 5:30 | 後述の表参照                                               | 土曜日を5:30開始に繰り下げる代わりとして、月曜日を5時開始に繰り上げ                                                                                            |
| 2016年 - 現在                 | 月 - 土 5:30 日 5:00     | 後述の表参照                                               | 日曜を除き早朝放送を5:30開始に統一 ただし月曜はメンテナンスをする場合は6:00開始に繰り下げ。                                                                    |

※ただし2022年（令和4年）7月の2022年ウィンブルドン選手権の大会期間中は、4時台（総合では「国際報道2022」のNHK BS1で前夜放送分のディレーを行う都合上、連日4時（7月3日の日曜のみ4:30）から放送を開始し、5時半（日曜は5時）までの定時放送開始前までに試合終了となった場合フィラー放送として映像散歩が放送された

### 1日の大まかな番組種別編成
月曜日から金曜日は「ゾーン」を設定して集中編成（ブロックプログラミング）を行う。
- 5:30 - 6:25 朝活ゾーン（教養番組・語学番組）
- 6:25 - 6:35 テレビ体操
- 6:35 - 9:00 朝の幼児・子どもゾーン
- 9:00 - 10:15 学校放送
- 10:15 - 13:00 アンコールゾーン（語学・教養・趣味番組）
- 13:00 - 14:00 福祉・健康番組
- 14:00 - 15:00 NHK高校講座
- 15:00 - 15:30 アンコールゾーン（趣味番組）
- 16:00 - 20:00 夕方の幼児・子どもゾーン&ティーンズゾーン
- 19:55 - 21:00 福祉・健康番組
- 21:00 - 22:00 趣味・実用番組
- 22:00 - 23:00 語学番組
- 23:00以降 教養ゾーン・若者ゾーン・深夜の学習ゾーン（教養番組・語学番組・学校放送）

### 番組内容
放送内容は幾つかのジャンルに大分される。
教育放送
- 幼稚園・保育所向け番組（土曜・月 - 金曜午後）
- 学校放送（月 - 金曜午前）
- NHK高校講座（月 - 金曜午後、深夜）
- 語学番組（早朝、昼、深夜）

幼児乳児・小学校低学年向け
- Eテレキッズ（月 - 金曜朝、夕方）

少年少女・ティーンズ向け
- テレビアニメ（夕方、一部曜日は19時台でも放送）
- 中学生日記（2011年度終了）

趣味・実用・教養
- きょうの料理
- おしゃれ工房（2009年度終了）
  - キレイの魔法
  - すてきにハンドメイド
- 趣味悠々（2009年度終了）
  - チャレンジ!ホビー（2011年度終了）
  - 趣味Do楽
- 知るを楽しむ（2009年度終了）
  - 極める!（2011年度終了）
- 哲子の部屋（2013年 - ）

帯番組として放送してきた3番組は2010年度より分離・独立した番組群となっている。
- 地球ドラマチック

福祉・健康
- ハートネットTV[注 33]
- バリバラ〜障害者情報バラエティー〜[注 34]
- ETVワイド ともに生きる
- きょうの健康

芸術・文化
- 日曜美術館
- ららら♪クラシック[注 35]
- クラシック音楽館
- ETV特集

このほか、囲碁・将棋・俳句・短歌を扱った番組、科学番組などを放送。報道に関する番組はほとんどないが、耳が聞こえない・聞こえにくい人も対象にした「NHK手話ニュース」を放送している。
教育やくらしといった真面目な番組を中心とする一方で、1990年代以降、『ハッチポッチステーション』、『ストレッチマン』、『ピタゴラスイッチ』のようなシュールな番組を制作することでも知られる。学校放送や語学番組、若者向け番組ではアイドルやお笑い芸人が出演したり、バラエティー番組の演出を取り入れたりと、内容を時代の波長にわずかながら合わせている箇所もある。普段テレビでは姿を見せない人選や、声優が顔出しで出演していることもある。そのためか教育テレビの熱狂的ファン層が存在し、教育テレビを特集した雑誌もある。
教育テレビで放送される番組の多くは、東京のNHK放送センターで制作されているが、中には、『バリバラ〜障害者情報バラエティー〜』（大阪局）や『中学生日記』（名古屋局）、『俳句王国』（松山局、BS2から移動）など、NHK放送センター以外で制作されている全国向け番組もある。この他、各地の放送局が制作する地域向け番組も教育テレビで放送される事がある。
なお、毎年12月31日から1月3日（曜日配列によっては12月30日、1月4日も。2013年12月30日が該当(1月4日は現時点で該当なし。)）は通常の番組編成を深夜の一部を除いてほぼ全て休止し、年末年始特別番組編成が行われる。ちなみに毎年12月31日は8時台から18時台まで、NHKで放送されているアニメ作品の特番を放送することが恒例だったが、ポケモンショックが起きた翌年の1998年（平成10年）より長時間の編成はされなくなった。2004年（平成16年）以降の年末年始からは本放送中の作品を中心とした数話連続放送が行われるようになっている。また、近年では『おかあさんといっしょファミリーコンサート』等の再放送も行われる。
また学校の休校シーズンに当たる7月下旬 - 8月末、12月中旬 - 1月初旬、および3月下旬については、『手話ニュース』や一部の生活・福祉情報・教養・スポーツ中継番組などを除き、新規の番組制作を休みにし、これまでに放送された番組の再構成番組（学校番組は「（夏・冬・春）のテレビクラブ」名義のコンプレックス形式。ただし実際の放送ではこのタイトルは出ない）を中心とした内容になる。

### 番組の差し替え
基本的に番組編成の差し替えは行わず、ラジオ第2など他の一部のチャンネルも同様である。ただ、番組編成の差し替えという例は教育テレビではラジオ第2より多い。2012年度で定時に差し替え放送が行われるのは近畿地方と沖縄県のみ。
国会中継、大相撲中継、高校野球やオリンピックなどのスポーツ中継を総合テレビから代替放送する事がある。高校野球の地方大会やNHK全国学校音楽コンクールの地方大会など各放送局が独自編成することがある。またそれらローカル番組と総合テレビの長時間特番が重複した場合、特番を当該時間帯のみ教育テレビにリレーすることがある。
また、地震や津波、さらに周辺近隣諸国の危険行為に伴いJアラートが発動し、避難指示・勧告などが発令された場合の際には全波共通放送（緊急警報放送）、阪神・淡路大震災や新潟県中越地震・東日本大震災では「安否情報」を編成。通常放送に戻す場合でも状況に応じて字幕情報を放送する。1995年の阪神・淡路大震災では1月17日から5日間、通常番組を全日、または一部休止し、安否情報特番を行ったが、数日間にまたいで教育テレビの番組を差し替えたケースはこのときが初であった。また2011年の東日本大震災においても、3月11日の震災発生時から3月18日24時の放送終了まで通常番組の大半を休止した。特に11日の発生当初から3月13日の2日半は、当初から予定していた番組を全休し、地震・大津波警報についての報道、安否情報放送を行い、3月14日以後は視聴者保護のため、一部の児童向け番組（7・8時台と16・17時台）に限り通常編成に戻した。また、18日までBS2とサイマル放送を行った。この他、1983年の日本海中部地震による大津波が発生した時にも、数時間、総合テレビ・ラジオ第1・第2・FMとの5波全中が、1989年の昭和天皇崩御に際しても、宮内庁によって発表された午前8時前後と、新元号が発表された午前10時前後に7（8）波全中としてその関連放送が実施されている。その他、災害時の緊急報道の際は総合テレビでの関東地方もしくは関東甲信越ブロック向けのローカルニュース・気象情報がEテレで全国向けに差し替え無しでそのまま放送される場合もある（2022年1月16日のトンガ海底火山噴火津波発生時などが該当）。
また2005年9月6日のように、総合テレビで選挙の政見放送が放送される場合は、政見放送のスケジュールが公職選挙法の取り決めで変更することができないため、突発的な事件・事故が起こった場合などに教育テレビで番組を差し替えて放送するケースもある。
昭和天皇が崩御した際、NHKは当初全波で関連特別番組を放送していたが、崩御の報道が最初にされた2時間後程で、教育テレビについては各地の放送局の判断で順次通常番組に戻していった。このため、CSも民放BSもなかった当時、教育テレビは総合・BS2や民放が特別編成を実施した2日間、日本のテレビで、当チャンネルとBS1の2局だけが通常番組を放送する局となった。
2010年6月11日に総合テレビで放送された『いよいよ開幕　世紀の祭典を楽しもう! ～2010 FIFAワールドカップ〜』（19:30 - 20:45）は北海道地方では特別番組『生中継!YOSAKOIソーランナイト2010』（19:30 - 20:45）を優先したため、教育テレビで編成した。

## デジタル放送
2003年（平成15年）から地上デジタルテレビ放送が始まった（リモコンキーIDは全放送局で例外なく「2」）。2004年9月から一部時間帯でマルチ編成を実施している。022chと023chで別の番組（過去に教育テレビなどで放送された番組やNHKワールドTVの番組の放送）を放送、2006年4月以後は023ch（サブチャンネル3）のみ実施。2007年度（平成19年度）は主に22:00以降に放送している趣味・教養番組を翌日20時から放送するほか、土曜・日曜は他の時間帯も含めてもう一度1週間分すべてを放送している。2009年度のマルチ編成は夜間の編成が廃止された代わりに、夕方14-15時台に組み、更に2010年度で、14時台の廃止（金曜日は継続）の代わりに早朝5時台に『NHK高校講座』の再放送（月 - 木）を編成。2011年度は月 - 水曜日が14:00 - 15:00、木・金曜日が14:00 - 15:30。
マルチ編成はメインチャンネル（021）、サブチャンネル（023）とも標準画質でBS1、三重テレビなどのようにメインチャンネルが、チバテレのようにサブチャンネルもハイビジョン画質にはなっていない。
また、BS1、BS日テレ、WOWOWとは異なり色ボタンでは、選局できない。
なお、高校講座のマルチチャンネル編成による「アーカイブ」放送（半年ずれ）は、インターネットのオンデマンド配信の普及、並びに2025年度に予定されるNHKラジオ第2放送の廃止計画などに伴う抜本的な編成変更により、2023年9月をもって終了され、10月以後は当該時間帯（2023年度上半期は平日10時台）のマルチ放送がなくなった。
2007年（平成19年）9月7日の夜のマルチ編成では、前日に総合テレビで台風情報を放送したことに伴い教育テレビに移動して来た『世界体操競技選手権』により放送されなかった番組をマルチ編成の方が先行して放送する形になった。
近年多くの全国紙や地方紙やブロック紙が第2テレビ・ラジオ番組面でデジタルサブチャンネルの番組表を掲載するケースが増えている。『朝日新聞』はEテレの番組の末尾に、『日本経済新聞』はメインテレビ面（中面）の総合テレビの番組の下に掲載している。なお掲載サイズはいずれも小サイズ、または極小サイズである。かつては『北海道新聞』でもデジタルサブチャンネルの番組表を掲載していたが、2011年10月以降は掲載されていない。
地上デジタル放送開始後もハイビジョン番組が少なく、4:3標準画質で制作された番組が多かった。2008年（平成20年）4月以降、標準画質のマルチ編成でも16:9の画面比率で制作された番組は増加の傾向にあり、標準画質制作された番組にサイドパネルを付けてハイビジョン画角で放送することも増えた。総合テレビと同じく4:3番組では画角情報も送信されている。
完全停波しない限りデータ放送もEPGも利用可能となっている。かつては放送休止中はデータ放送が利用できなかった。
総合テレビと併せて受信機のファームウェアアップデートなどのエンジニアリングサービスのデータを送信している。

### データ放送
データ放送は地域ごとによる差し替えはなく、全国一律の内容となっている。主に、『きょうの料理』など、教育テレビ（Eテレ）で放送されている番組と連動した構成になっている。2009年度（平成21年度）・2011年度（平成23年度）・2015年度（平成27年度）にトップページのリニューアルを実施。

### ワンセグ放送
NHKは放送法令等の規定により、ワンセグ放送は通常のデジタル放送（12セグ放送）とのサイマルを続けてきたが、2009年（平成21年）4月6日から、民放に続いて、ワンセグ独立放送を開始することとなった。その後、2009年（平成21年）2月18日に概要を発表し、この独立放送を「NHKワンセグ2」と命名。
開始時点では、月曜から金曜までの12時から1時間、同日の深夜及び土曜の13時から1時間、12セグとは別の番組を放送。その後、実績を踏まえ編成・番組の見直しが随時行われていた。総合ではなく教育とした理由は、教育が全国完全同一放送を基本としていること、この時間帯の総合はニュースなど、発局が入れ替わり立ち替わりとなる状態で技術的な難しさがあることとなっている。
2012年度から月-金曜12時台の生放送の帯番組を廃止するなど、ワンセグ用の独自番組の差し替えが大幅に削減され、2014年度は『青山ワンセグ開発』と『ワンセグ☆ふぁんみ』、および一部のミニ番組のみだったが、2015年3月をもってこれらはすべて終了となり、事実上ワンセグ2は廃止となった。
また、ワンセグでは、開始・終了時の法定局名表示は各局の表示ではなく、全国裏送りの回線で表示される「NHK教育テレビジョン」の統一表示であり、番組も全国共通の内容で、地域ごとの差し替え番組は放送されない。

## 放送形態
編成上の1年の基点は原則として4月第1月曜日であるが、暦の関係で3月最終月曜日となる場合もある。ただし学校放送については、3月最終週が春休みと重なるため、ほぼ必ず4月第1月曜に新番組へ更新される。

### ネットワーク

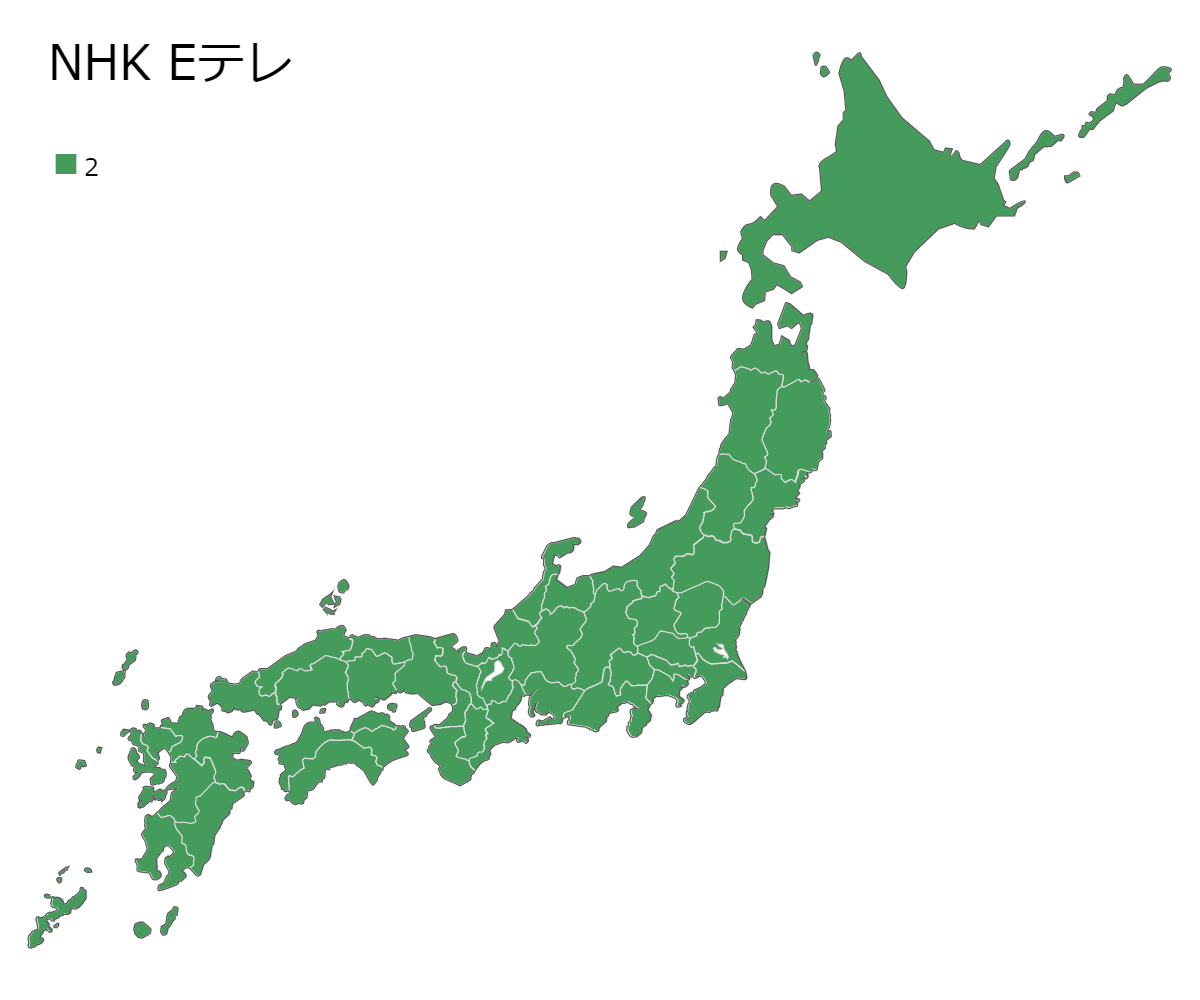
EテレのリモコンキーID。全国共通で「2」に統一されている。

各放送局に関する情報は日本放送協会放送局の一覧を参照。
- 総務省告示基幹放送普及計画に、テレビジョン放送は「協会の放送については総合放送及び教育放送各1系統の放送（中略）が全国各地域（中略）においてあまねく受信できること。」と規定されており、この「教育放送」がNHK教育テレビジョンで全国放送を基本とする。このため告示基幹放送用周波数使用計画に親局たる東京以外は全部中継局と位置づけられているが、地域独自に番組の差替えはできる。但し、ラジオ第2同様に広域放送を基本とする。
- 太字は拠点局。
- コールサインは、ラジオ第2の「JO△△（識別符号）」の後ろに「-DTV」が付加される。アナログ放送では「-TV」であった。
- デジタル放送のリモコンキーIDは全国一律「2」である。「2」が割り当てられたのは、NHKラジオ第2放送にちなんだとされる。ちなみに総合テレビのリモコンキーIDは「1」[注 48]であるが、民放のアナログ親局に2chが割り当てられなかったため教育テレビのリモコンキーIDが「2」以外にばらける事態は回避することが出来た。
- アナログ放送のガイドチャンネルは全国一律90chであった。

| ブロック    | 放送局               | デジタル         | デジタル | デジタル         | デジタル       | アナログ | アナログ | アナログ               | アナログ       | アナログ       |
| ブロック    | 放送局               | 呼出符号         | 物理ch   | 空中線電力 （W） | 放送開始日     | 呼出符号 | 物理ch   | 空中線電力 （映像：W） | 放送開始日     | 放送終了日     |
| ----------- | -------------------- | ---------------- | -------- | ---------------- | -------------- | -------- | -------- | ---------------------- | -------------- | -------------- |
| 北海道      | 札幌                 | JOIB-DTV         | 13ch     | 03k              | 2006年06月01日 | JOIB-TV  | 12ch VHF | 10k                    | 1962年06月01日 | 2011年07月24日 |
| 北海道      | 函館                 | JOVB-DTV         | 14ch     | 01k              | 2007年10月01日 | JOVB-TV  | 10ch VHF | 01k                    | 1960年08月01日 | 2011年07月24日 |
| 北海道      | 旭川                 | JOCC-DTV         | 13ch     | 01k              | 2007年10月01日 | JOCC-TV  | 02ch VHF | 01k                    | 1960年11月01日 | 2011年07月24日 |
| 北海道      | 帯広                 | JOOC-DTV         | 13ch     | 01k              | 2007年10月01日 | JOOC-TV  | 12ch VHF | 01k                    | 1962年10月01日 | 2011年07月24日 |
| 北海道      | 釧路                 | JOPC-DTV         | 29ch     | 01k              | 2007年10月01日 | JOPC-TV  | 02ch VHF | 01k                    | 1962年02月01日 | 2011年07月24日 |
| 北海道      | 北見（網走送信所）   | JOKD-DTV         | 13ch     | 01k              | 2007年10月01日 | JOKD-TV  | 12ch VHF | 01k                    | 1963年12月01日 | 2011年07月24日 |
| 北海道      | 室蘭                 | JOIZ-DTV         | 16ch     | 01k              | 2007年10月01日 | JOIZ-TV  | 02ch VHF | 01k                    | 1960年09月01日 | 2011年07月24日 |
| 東北        | 仙台                 | JOHB-DTV         | 13ch     | 03k              | 2005年12月01日 | JOHB-TV  | 05ch VHF | 10k                    | 1960年12月01日 | 2012年03月31日 |
| 東北        | 秋田                 | JOUB-DTV         | 50ch     | 01k              | 2005年12月01日 | JOUB-TV  | 02ch VHF | 05k                    | 1962年10月13日 | 2011年07月24日 |
| 東北        | 山形                 | JOJC-DTV         | 13ch     | 01k              | 2005年12月01日 | JOJC-TV  | 04ch VHF | 03k                    | 1962年11月01日 | 2011年07月24日 |
| 東北        | 鶴岡                 | （山形・中継局） | 32ch     | 00500            | 2006年12月01日 | JOJD-TV  | 06ch VHF | 01k                    | 1962年11月01日 | 2011年07月24日 |
| 東北        | 盛岡                 | JOQC-DTV         | 13ch     | 01k              | 2005年12月01日 | JOQC-TV  | 08ch VHF | 03k                    | 1960年12月23日 | 2012年03月31日 |
| 東北        | 福島                 | JOFD-DTV         | 14ch     | 03k              | 2005年12月01日 | JOFD-TV  | 02ch VHF | 03k                    | 1960年11月01日 | 2012年03月31日 |
| 東北        | 青森                 | JOTC-DTV         | 13ch     | 01k              | 2005年12月01日 | JOTC-TV  | 05ch VHF | 05k                    | 1961年10月07日 | 2011年07月24日 |
| 関東 甲信越 | 東京                 | JOAB-DTV         | 26ch     | 10k              | 2003年12月01日 | JOAB-TV  | 03ch VHF | 50k                    | 1959年01月10日 | 2011年07月24日 |
| 関東 甲信越 | 長野（美ヶ原送信所） | JONB-DTV         | 13ch     | 01k              | 2006年04月01日 | JONB-TV  | 09ch VHF | 01k                    | 1962年11月01日 | 2011年07月24日 |
| 関東 甲信越 | 新潟                 | JOQB-DTV         | 13ch     | 03k              | 2006年04月01日 | JOQB-TV  | 12ch VHF | 05k                    | 1962年11月01日 | 2011年07月24日 |
| 関東 甲信越 | 甲府                 | JOKC-DTV         | 23ch     | 02k              | 2006年04月01日 | JOKC-TV  | 03ch VHF | 03k                    | 1963年12月01日 | 2011年07月24日 |
| 中部        | 名古屋               | JOCB-DTV         | 13ch     | 03k              | 2003年12月01日 | JOCB-TV  | 09ch VHF | 10k                    | 1962年03月27日 | 2011年07月24日 |
| 中部        | 金沢                 | JOJB-DTV         | 13ch     | 01k              | 2006年07月01日 | JOJB-TV  | 08ch VHF | 03k                    | 1962年04月01日 | 2011年07月24日 |
| 中部        | 静岡                 | JOPB-DTV         | 13ch     | 01k              | 2005年06月01日 | JOPB-TV  | 02ch VHF | 01k                    | 1962年01月08日 | 2011年07月24日 |
| 中部        | 浜松                 | （静岡・中継局） | 13ch     | 01k              | 2005年06月01日 | JODC-TV  | 08ch VHF | 01k                    | 1960年09月01日 | 2011年07月24日 |
| 中部        | 福井                 | JOFC-DTV         | 21ch     | 01k              | 2006年05月01日 | JOFC-TV  | 03ch VHF | 03k                    | 1962年11月01日 | 2011年07月24日 |
| 中部        | 富山                 | JOIC-DTV         | 24ch     | 01k              | 2004年10月01日 | JOIC-TV  | 10ch VHF | 03k                    | 1961年04月01日 | 2011年07月24日 |
| 近畿        | 大阪                 | JOBB-DTV         | 13ch     | 03k              | 2003年12月01日 | JOBB-TV  | 12ch VHF | 10k                    | 1959年04月01日 | 2011年07月24日 |
| 中国        | 広島                 | JOFB-DTV         | 15ch     | 03k              | 2006年10月01日 | JOFB-TV  | 07ch VHF | 10k                    | 1961年01月08日 | 2011年07月24日 |
| 中国        | 福山                 | （広島・中継局） | 44ch     | 00100            | 2007年04月30日 | JODD-TV  | 07ch VHF | 01k                    | 1962年12月01日 | 2011年07月24日 |
| 中国        | 岡山                 | JOKB-DTV         | 45ch     | 02k              | 2006年12月01日 | JOKB-TV  | 03ch VHF | 10k                    | 1963年06月29日 | 2011年07月24日 |
| 中国        | 松江                 | JOTB-DTV         | 19ch     | 01k              | 2006年10月01日 | JOTB-TV  | 12ch VHF | 01k                    | 1962年12月28日 | 2011年07月24日 |
| 中国        | 鳥取                 | JOLC-DTV         | 20ch     | 00100            | 2006年10月01日 | JOLC-TV  | 04ch VHF | 01k                    | 1962年12月28日 | 2011年07月24日 |
| 中国        | 山口（防府送信所）   | JOUC-DTV         | 13ch     | 01k              | 2006年10月01日 | JOUC-TV  | 01ch VHF | 01k                    | 1962年09月01日 | 2011年07月24日 |
| 四国        | 松山                 | JOZB-DTV         | 13ch     | 01k              | 2006年10月01日 | JOZB-TV  | 02ch VHF | 05k                    | 1962年06月01日 | 2011年07月24日 |
| 四国        | 高知                 | JORB-DTV         | 13ch     | 01k              | 2006年10月01日 | JORB-TV  | 06ch VHF | 01k                    | 1961年08月01日 | 2011年07月24日 |
| 四国        | 徳島                 | JOXB-DTV         | 40ch     | 01k              | 2006年10月01日 | JOXB-TV  | 38ch UHF | 10k                    | 1968年02月20日 | 2011年07月24日 |
| 四国        | 高松                 | JOHD-DTV         | 13ch     | 01k              | 2006年12月01日 | JOHD-TV  | 39ch UHF | 10k                    | 1969年03月22日 | 2011年07月24日 |
| 九州・ 沖縄 | 福岡                 | JOLB-DTV         | 22ch     | 03k              | 2006年04月01日 | JOLB-TV  | 06ch VHF | 10k                    | 1962年09月01日 | 2011年07月24日 |
| 九州・ 沖縄 | 北九州               | JOSB-DTV         | 42ch     | 01k              | 2006年10月01日 | JOSB-TV  | 12ch VHF | 01k                    | 1962年01月08日 | 2011年07月24日 |
| 九州・ 沖縄 | 熊本                 | JOGB-DTV         | 24ch     | 01k              | 2006年12月01日 | JOGB-TV  | 02ch VHF | 01k                    | 1963年02月14日 | 2011年07月24日 |
| 九州・ 沖縄 | 長崎                 | JOAC-DTV         | 13ch     | 01k              | 2006年12月01日 | JOAC-TV  | 01ch VHF | 01k                    | 1963年12月01日 | 2011年07月24日 |
| 九州・ 沖縄 | 佐世保               | （長崎・中継局） | 40ch     | 01k              | 2007年04月01日 | JOAZ-TV  | 02ch VHF | 01k                    |                | 2011年07月24日 |
| 九州・ 沖縄 | 鹿児島               | JOHC-DTV         | 18ch     | 01k              | 2006年12月01日 | JOHC-TV  | 05ch VHF | 05k                    | 1962年04月08日 | 2011年07月24日 |
| 九州・ 沖縄 | 宮崎                 | JOMC-DTV         | 13ch     | 01k              | 2006年12月01日 | JOMC-TV  | 12ch VHF | 01k                    | 1963年12月01日 | 2011年07月24日 |
| 九州・ 沖縄 | 大分                 | JOID-DTV         | 14ch     | 01k              | 2006年12月01日 | JOID-TV  | 12ch VHF | 03k                    | 1962年12月01日 | 2011年07月24日 |
| 九州・ 沖縄 | 佐賀                 | JOSD-DTV         | 25ch     | 00100            | 2006年12月01日 | JOSD-TV  | 40ch UHF | 05k                    | 1969年03月15日 | 2011年07月24日 |
| 九州・ 沖縄 | 沖縄                 | JOAD-DTV         | 13ch     | 01k              | 2006年04月01日 | JOAD-TV  | 12ch VHF | 05k                    | 1972年05月15日 | 2011年07月24日 |

1. ↑  北見市内には別途「新北見中継局」が置かれている。
2. ↑  1991年11月の免許更新を機に呼出符号廃止。
3. ↑  長野市内には別途「善光寺平中継局」が置かれている。
4. ↑  アナログ放送終了時に呼出符号廃止。
5. ↑  福山市内の彦山におけるチャンネル。
6. ↑  2003年11月の免許更新時に呼出符号廃止。
7. ↑  尾道市向島町の高見山送信所におけるチャンネル。
8. ↑  開局時は「尾道放送局」。1967年3月15日付で今の福山市内に移転し改称。
9. ↑  親局は毛無山。
10. ↑  親局は鉢伏山。
11. ↑  山口市内のうち旧山口市域は鴻ノ峯中継局などでカバー。
12. ↑  親局は行道山。
13. ↑  親局は城山。
14. ↑  日本初の大電力UHF親局である。
15. ↑  1963年2月9日までは「小倉（こくら）放送局」。
16. ↑  デジタル放送は段階的にフルパワー化したこともあり、当初は呼出名称だけが付与され、呼出符号の付与が保留されていた。
17. ↑  開局時はJOAY-TVで、1982年11月の免許更新時に変更。1991年11月の免許更新迄に呼出符号廃止。なお、当該呼出符号は2018年4月1日より朝日放送テレビに「JOAY-DTV」として再割当て。
18. ↑  親局は九千部山。
19. ↑  親局は日の隈山。
20. ↑  トランスポートストリームは「那覇」。
21. ↑  総合テレビと異なり、本土復帰に合わせて新規開局。

### 深夜放送
2000年度（平成12年度）から5:00起点の24時間放送を実施。2006年度（2006年4月3日月曜深夜以降）は基本的に5:00から翌日2:00の21時間放送とし、特別編成や災害・地震などの緊急報道が行われる場合およびその日の総合テレビの管内全域放送休止による終夜放送振り替えを除き放送休止となる。
なお、送信所の点検・整備を行う場合を除き、原則として停波は行われない。「緊急ニュース等がある際には 総合テレビをお休みしている地域では ご覧のチャンネルでお伝えします（一部地域を除く）」の告知画面となる。この告知は東京の放送センターから送信しているため「NHKEテレ」→「NHKE」のウォーターマークも表示されたままとなる。ちなみに総合テレビが停波（放送休止）する場合、その日の総合テレビ放送休止対象地域のみ終夜放送し、緊急放送に備える。放送局管内全域で休止となる場合に限られ、送信所個別による放送休止では適用されない。ただし、放送局管内全域で総合・教育とも休止となる場合もある。
休止中は各地の放送局で独自の試験を行うことがあるが、4:35からは、全国共通で5.1チャンネルサラウンドステレオ、2重音声やマルチ編成などの試験を行っている。アナログ放送では14:9、16:9の画角切り替えの試験も行われている。なお、青森放送局では、アナログ放送終了までアナログ放送では途中で停波した。
また、やむを得ずごく一部の地域で日中の時間帯に2分ほど放送休止となる場合もある。
他に年2回の放送機器メンテナンスの実施日と、年末年始、夏季の『NHK高校講座ライブラリー』の放送ストック調整のための休止日は下表の表記時間より25-90分の範囲で放送終了を繰り上げた。
2007年度（平成19年度）以後は『高校講座ライブラリー』が月曜 - 木曜深夜（2007年度は1:30 - 3:00）に移動などの編成替え、更に2008年度（平成20年度）からの地球環境対策（後述）の一環での時間短縮などで以下の表のとおり放送終了時間が設定されている。特に、2012年度からは地デジへの完全統合のため、高校講座ライブラリーの時間を月-金曜の日中にマルチチャンネル編成で行うなど、地球温暖化抑制のための取り組み強化のため、更に放送終了が繰り上げられており、2019年度からはさらに0時台の段階での放送終了日が強化されている。2019-20年度は月・火・日曜が翌日の0:45-50の間で終了していたが、2021年度はさらに増え、水曜のみ同1:00までの放送となっている以外は0時台での終了となり、特に月・火・木・土曜日は0時台前半での終了となった。
オリンピック期間中は競技中継の放送またはそれに伴うレギュラー番組の振替などにより、深夜放送を実施する事例もあり、2021年は東京オリンピックにより、日曜日の『第71回NHK杯テレビ将棋トーナメント』と『第69回NHK杯テレビ囲碁トーナメント』が深夜に繰り下げとなった為、2024年は時差の関係で日本時間では深夜から早朝にかけて行われるパリオリンピックとパリパラリンピックの開閉会式並びに一部の競技中継を放送した為、終夜放送となった。
2023年度は0時（前日24時）台を「戦略的アンコール枠」と位置付け、全体的に1時（同25時）台前半まで放送時間を延長する。
なお、1日の放送開始・終了時はそれまでは単に「放送休止」「開始・終了映像」としか表記されていなかったが、2021年3月29日の新年度番組改編以後、放送開始時は「開くいちにち」、同終了時は「閉じるいちにち」として電子番組ガイド（EPG）に記載されている。それ以前はロダン・考える人の銅像、自然の芽吹き、Mr.脳のアニメーションなどが放送開始・終了時（終了時は国旗掲揚と君が代の演奏、24時間放送実施時のジャンクションの時間帯は国旗掲揚とファンファーレも）がそれぞれ放送されていた。
| 年度              | 月曜日 - 木曜日                     | 金曜日                 | 土曜日                 | 日曜日   |
| ----------------- | ----------------------------------- | ---------------------- | ---------------------- | -------- |
| 2006年度上半期    | 2:00 （木曜のみ2:30）               | 3:00                   | 3:00                   | 1:00     |
| 2006年度下半期    | 月 2:10 火・水 2:00 木 2:30         | 3:00                   | 3:00                   | 1:00     |
| 2007年度          | 3:00                                | 原則1:35               | 1:50                   | 0:30     |
| 2008年度上半期    | 2:45 （月曜日のみ2:50）             | 原則2:15（金曜日のみ） | 原則2:15（金曜日のみ） | 1:35     |
| 2008年度下半期    | 2:45 （月曜日のみ2:50）             | 原則1:40               | 1:35                   | 0:35     |
| 2009年度          | 2:50                                | 原則1:10               | 1:15                   | 0:40     |
| 2010年度          | 2:40 （木曜日のみ2:50）             | 原則1:15               | 1:10                   | 1:00     |
| 2011年度          | 2:35                                | 1:45                   | 1:20                   | 0:45     |
| 2012年度          | 1:25 （木曜日のみ原則2:20）         | 原則2:00               | 原則1:50               | 1:25     |
| 2013年度上半期    | 月・火 1:25 水 1:40 木 原則2:20     | 原則1:45               | 原則1:35               | 1:35     |
| 2013年度下半期    | 月 2:05 火 1:25 水 1:40 木 原則2:20 | 原則1:45               | 原則1:35               | 1:35     |
| 2014年度          | 月 1:40 火・水 1:25 木 原則1:50     | 2:00                   | 原則2:00               | 1:10     |
| 2015年度          | 月・火 1:40 水 1:50 木 原則1:45     | 1:55                   | 原則2:00               | 1:25     |
| 2016年度          | 月・火 1:40 水 1:50 木 原則1:45     | 1:25                   | 原則2:00               | 1:55     |
| 2017年度          | 月・火 1:40 水 1:50 木 原則1:45     | 1:50                   | 原則2:00               | 1:35     |
| 2018年度          | 月・火 1:40 水 1:00 木 原則1:45     | 1:30                   | 原則2:00               | 1:35     |
| 2019年度 2020年度 | 月・火 0:50 水 1:00 木 原則1:40     | 1:00                   | 原則2:00               | 0:45     |
| 2021年度          | 月・火 0:25 水 1:00 木 原則0:30     | 0:50                   | 0:30                   | 0:45     |
| 2022年度          | 月・木 0:30 火 0:55 水 1:00         | 1:00                   | 1:00                   | 0:45     |
| 2023年度          | 月・水 1:00 火 1:25 木 1:15         | 1:15                   | 1:15                   | 原則1:35 |

- 表記の曜日は午前5時開始を基点とした放送日付上のもので、実際には翌曜日未明[注 69]である。
- 高校野球地方大会が組まれたとき[注 70]はその中継で放送されなかった一部番組の同日時差放送を行なうため終了時間が上記の時間より遅くなる。

インターネットホームページでのライブラリー閲覧が可能なことから、再三にわたりNHK高校講座のライブラリー放送の廃止もささやかれていたが、現段階では経過処置としてライブラリー放送の廃止は見送られており、2011年度まではほぼ現状どおりだった。しかし、テレビデジタル化に伴うマルチチャンネル編成の特性を生かし、2012年度からライブラリー放送をサブチャンネル3の月-金曜の日中の時間枠に移し、深夜の休止枠を拡大。2012年から早朝の放送開始を繰り下げている。なお、原則として24時台で放送が終わるようになった2020年代に入ってからは、不定期で定時放送の終了後に放送時間枠を拡大する日も一部ある。

#### エコキャンペーン
NHKは東京都の調べで放送センターが都内で6番目に二酸化炭素排出量が多い事業所とされ、都条例により削減が義務付けられた。総合テレビ『地球エコ2008』2008年（平成20年）4月6日の放送において、教育テレビの放送時間削減の目的に、二酸化炭素排出量を減らすための電力消費削減が加えられたことが明示された。
2008年（平成20年）7月6日の放送は、翌日に全国一斉実施の「七夕ライトダウンキャンペーン」に協賛し、23:00で放送終了。アナログ放送はほとんどの地域で停波した。デジタル放送については送信出力が基本的にアナログ放送の1割であること、中継局数が少ないことから、大半は停波せず、通常の機器調整放送を行った。休止日に総合テレビで放送の『NHKスペシャル』でもそのことが取り上げられた。
なお新聞の番組表では以下の形で23時での放送終了についての趣旨が記載された。
6時間の放送休止は一定の消費電力・二酸化炭素排出量削減を狙ったものだったが、結果として30分前倒しで放送を開始した。総合テレビで放送したテニスのウィンブルドン選手権男子シングルス決勝、ロジャー・フェデラー対ラファエル・ナダル戦が、この大会“恒例”の雨天中断もあり長引き、『NHKニュースおはよう日本』の放送が迫ったために、教育テレビを7日5:00の開始予定を30分繰り上げて教育テレビでのリレー中継を実施、試合を7日5:35まで放送した。
2008年12月29日は環境対策の一環として、教育テレビの放送時間を12:30から21:30の9時間に短縮した。アナログ放送では放送休止中、当日の午前中は完全停波、正午からグレーバック画面送出開始。これによって約1万7000kWhの電力とCO2約9.4トンが削減されたという。もっとも、この時期は年末年始編成に入っており、通常固定編成されている番組のほとんどが休止となることから実現できた。
キャンペーンについては放送時間短縮当日の特別番組で山口勝アナウンサーによる説明があった。総合テレビ、ラジオ第1放送、FM放送では災害対策基本法に基づく義務履行により、災害・地震時の緊急報道など重要視されている放送波であるため放送時間削減の対象としていない。
衛星波の場合、電力の大半は放送衛星に搭載されている太陽電池を使用しており、太陽電池自体は元から二酸化炭素を出していないため、電波を停めても二酸化炭素排出量を減らすための電力消費削減の効果はほとんど出ないため、こちらも放送時間削減の対象としていない。これらのことから教育テレビで行われた。
視聴者の投書の中には「なぜ教育テレビを選んだのか」「なぜ総合テレビで休止しないのか」などという意見が寄せられていた。番組の中では触れなかったが、海外向け国際放送「NHKワールド」のテレビ・ラジオの放送も放送時間削減の対象としていない。
この日の番組表も、朝と夜のスペースで、
と記し、CO2の削減、特にこの休止によって9.4トンの削減につながることや、この日は「総合テレビでは特集番組を放送、教育テレビは放送時間を短縮することで、地球環境を考える1日にします」を強調するとともに、地球温暖化対策に取り組む姿勢についての告知を掲載した。同日夜9時からの特番において、NHKの編成担当者は「この放送時間短縮における休止の時間帯も一つの番組として捕らえて欲しい」と説明した。

#### 定時終夜放送廃止後の臨時終夜放送
定時での終日放送が2006年4月2日深夜（4月3日未明）をもって一旦廃止されてからも臨時の終夜放送が数回行われている。実施した事例は以下通り。
- 2006年7月31日（8月1日未明）より1週間限定で24時間放送が行われた。
- 2007年（平成19年）- 2009年（平成21年）にかけては前述の地球エコキャンペーンによる省エネ・CO2削減策のため、終夜放送は特番期を含め実施しなかった。ただし、緊急地震速報の発効に伴い、2008年度下半期（同10月 - 2009年3月）のメンテナンス日で、総合テレビが放送休止となる地域に限り、教育テレビで本来の放送終了時刻から翌日付早朝放送が開始する5時まで、映像散歩を放送したことがあったが、2009年度以後は総合が休止であってもこのような終夜放送とはしないで、ブルーバックの字幕を出す程度にしている（当該項目参照）
- 2010年（平成22年）6月 - 7月にかけて、臨時の終夜放送が頻発した（次の詳述参照）。
- 2011年（平成23年）度は終夜放送の実施なし。
- 2012年（平成24年）度は2013年（平成25年）1月1日深夜（1月2日未明）に『サイエンスZERO』のアンコール放送を行うため、この日に限って24時間放送が復活した。また終夜放送ではないが、2012年8月30日はロンドンパラリンピックの開会式の生中継を放送する関係で深夜の休止時間を短縮して4:30に開始時刻を繰り上げた。
- 2013年度は全国的な24時間放送は特番編成を含め行わなかったが、NHK大阪放送局管内（近畿地方）に限り、同年12月30日23:00 - 12月31日7:35までの延べ8時間半にわたり『朝まで文楽"通し狂言・伊賀越道中双六"[注 73]』が放送された[注 74]。
- 2014年度は終夜放送は実施されていないが、同時期に開催されている2014 FIFAワールドカップ（ブラジル）とウィンブルドン選手権の試合時間が重複するため、一部の開催日にウィンブルドン選手権の中継を迂回放送している[注 75]。
- 2024年（令和6年）7月 - 9月にかけて、臨時の終夜放送が頻発した（次の詳述参照）。

##### 2010年の終夜放送
2010年（平成22年）の梅雨時期は、久々に教育テレビの終夜放送が復活した。これは、以下の出来事が重なったためである。
- 第22回参議院議員通常選挙（6月24日公示、7月11日投開票）
- テニスウィンブルドン選手権（現地7月4日男子シングルス決勝）
- 2010 FIFAワールドカップ南アフリカ大会（現地7月11日決勝[注 76]）

特に6月28日以降は、参院選比例代表区政見放送、FIFAワールドカップ、ウィンブルドン選手権が重なったことにより、総合で収まりきらなくなった。このため、NHKでは以下のような編成を敷き、教育テレビで終夜放送を実施した。
- 6月28日 - 29日
『視点・論点』『めざせ!会社の星』を休み、22:50から政見放送のため総合テレビで放送できなくなったFIFAワールドカップ決勝トーナメント1回戦（ラウンド16）・オランダ対スロバキアの試合を23:55まで放送。その後は通常通り『Eテレ2355』を放送した後、29日0:00から語学講座を1時間ずつ、NHK高校講座ライブラリーを30分間ずつ繰り下げ[注 77]。繰り下げ終了後ミニ番組で埋め合わせをし、W杯ラウンド16・ブラジル対チリの都合でウィンブルドン選手権を3:15から5:00まで放送。
- 6月29日 - 30日
通常放送終了時の30日2:40までは変更が無いものの、そのあと3:15までの35分間を別の番組で穴埋めし、ウィンブルドン選手権を30日3:15から5:00に放送。総合テレビではW杯ラウンド16・スペイン対ポルトガルを中継。
- 7月2日 - 3日
『視点・論点』を休み、22:50から政見放送のため総合テレビで放送できなくなったW杯準々決勝第1試合ブラジル対オランダの試合を23:55まで放送。その後芸術劇場を55分遅れの23:55から3日2:40まで放送。その後ミニ番組による埋め合わせをした後、W杯準々決勝第2試合・ウルグアイ対ガーナの都合でウィンブルドン選手権を3日3:15から5:00まで放送。
- 7月11日 - 12日
総合テレビは終夜（翌日の10時頃まで）参院選開票速報のため中継できなかったFIFAワールドカップ決勝戦を教育テレビ（12日2:00放送開始）へ振替。11日付（12日の）午前1時までは通常の定時放送とし、1時から2時までは埋め合わせとして11日午前9時から総合テレビで放送[注 78]した「W杯デイリーハイライト・3位決定戦」を再放送。

#### 東北地方太平洋沖地震（東日本大震災）等での対応
2011年3月11日に発生した東北地方太平洋沖地震（東日本大震災）により、現在の10配電力会社制度が確立して以降では初めて、予め発表を行った上で時間を区切って電力供給を止める、「計画停電」が実施されることになった。
これに伴いNHKは地球温暖化対策での停波計画5年間の取り組みの延長線上として電力節減に協力するため、3月14日午後、翌15日から19日（放送日付上は3月14日 - 3月18日深夜）までの5日間午前0時から5時間、教育テレビと非常措置としてこれをサイマル放送しているBS2の放送を休止し、システム上停波が難しいBS2とは異なり教育テレビについてはアナログ放送のみならず全てのデジタル放送送信機についても電源を落とす措置を行うことを決めた。新聞番組表・EPGの24時以後の欄には「放送お休みのお知らせ…今回の地震にともなう節電に協力するため、深0:00 - 5:00まで放送をお休みします。」と表記されていた。
20日（19日深夜）以降については状況を見ながら継続するかどうかを判断するとしていたが、通常放送に戻したため結局は行っていない。なお、通常編成に戻った後も、東北地方では引き続き、総合テレビで震災関連情報を放送したが、総合テレビで｢国会中継｣など、震災関連情報を放送出来ない場合、教育テレビで放送した。この場合、デジタル放送では、マルチ編成を行う場合があった。

#### パリオリンピック・パラリンピックでの対応
2024年は、7月30日未明（29日深夜）に終夜放送を実施。これはパリオリンピック開催により、時差や編成上の都合でNHK地上波2系統を使って競技中継を行わなければならなかったため。また、8月11日深夜（12日早朝）は、パリオリンピック閉会式中継を3:58から行った関係で、通常の定時番組終了後、フィラー番組で穴埋めし、終夜放送を実施した。
また、パリパラリンピックでも当初総合テレビでの放送を予定していた一部の競技中継が台風10号に伴う特別報道体制により、Eテレでの放送に急遽振り替えたため、終夜放送となった。

## 海外の提携局
- イギリス BBC Two
- 中国 中国教育電視台
- 韓国 韓国教育放送公社

## 各局のID
大半によっては、「（地方局名）教育（デジタル）テレビジョン」の表記と呼称されている。
- 2019年度までのNHK放送センター（関東地方）・大阪放送局など大半の地域は卵型に水色バックでコールサイン表記（全国共通のフォーマット）。
  - テレビ放送開始当初から、少なくとも1980年代前半までは、全国各放送局共通で、モノクロの1枚画が使われ、ブーメランを2枚重ねたような絵に白文字でコールサイン（JO○○）その横に黒でTV、更にその下に白文字で各放送局の親局のチャンネル番号[注 84]と、黒で当時のNHKロゴ、更にその下に（○○教育テレビジョン）と表示されていた。これは総合テレビジョン、および開局当初の衛星放送でも共通だった。
  - また、ワンセグの試験放送が行われていた時期にはデジタル教育に限り「（一部地域では）携帯端末向けサービスの試験電波発射中」[46]との字幕も添えられていた。
- 北海道内の7放送局…北海道の図形に道内7放送局のコールサインを一括表示（デジタルは全国共通のフォーマットに北海道の図形と道内7放送局のコールサインを一括表示）。そのため、函館・旭川・帯広・釧路・北見・室蘭の各放送局も総合テレビとは違い、札幌局送出のものをそのまま流している。
- 山形放送局…文翔館をバックにコールサイン表示。コールサインは左下に表記。
- 福島放送局…草競馬の映像。
- 松江放送局…教室のイラストで黒板にコールサイン。
- 長崎放送局…基本フォーマットのままで、長崎局（JOAC-TV 1（ch））と佐世保局（現佐世保支局）（JOAZ-TV 2（ch））の2段重ねで表記していた。
- 大分放送局…温泉に入ったサルの映像をバックにコールサイン。
- 宮崎放送局…海岸とフェニックスのイラストをバックにコールサイン。
- 鹿児島放送局…局舎をバックにコールサイン。

これらのコールサイン画面はNHKのロゴマーク変更に伴って2020年度から廃止され、全国で統一したデザインとなった（デザインそのものは総合・教育で共通だが、色は緑になっている）。なお編成等の都合により、局名告知ではなく全国一律の系統名表示（ナレーション無し）とする場合がある。

## その他
基本的に、「NHKニュース速報」テロップは表示されない。ただし、極めて重大性の高いニュースの場合は「NHKニュース速報」を表示することもあり、高校野球、大相撲中継（総合テレビの特設ニュースに伴う代替放送）など、一部の番組では津波注意報も含めてテロップが表示されることがある。以前は「地震情報」テロップも震度4以上の地震があった場合や緊急地震速報が出された場合を除いて表示は行っていなかったが、現在は他の放送波と同様に表示を行う。ただし、BS・BSプレミアム4K・BS8Kと同様全国規模のみの表示となる。2011年3月11日発生の東日本大震災の特設ニュース開始以降は安否情報・生活関連情報・定時番組放送中を問わず、「NHKニュース速報」も「地震情報」もしばらくの間表示されていた。なお、緊急地震速報のテロップとスポーツ中継延長などによる番組の放送時刻変更および休止のテロップ表示は行われており、2013年8月30日からは気象警報についてもテロップ表示がされるようになった。また、2021年1月現在、速報テロップはスーパーインポーズによる表示となっており、文字スーパーによる表示は行われていない。
一部のテレビやビデオ、DVDプレーヤー、テレビが視聴できるパソコンなどでは、アナログ放送で実施された正午の時報を利用して時刻調整する機能を備えたものも出ていた。しかし、2003年に開局したデジタル放送では原理上エンコード/デコードに伴う遅延が不可避であるため時報が行われず、2011年7月23日（アナログ放送最終日の前日）で時報の放送自体が終了となった。
『手話ニュース』において天気予報を伝える予報画面は総合テレビのものと同じであるが、総合テレビはアニメーション表示であるが、Eテレでは静止画にて表示されている。一方株式市場で大きな変動があった際に現在の株価を放送する場合はアニメーションとなる。映像はこれも総合テレビと同じで画質は総合テレビと比べると少し荒い。画質は放送設備のハイビジョン対応により大幅に改善されている。
1989年（昭和63年）1月7日、昭和天皇崩御に伴い、崩御が報じられて以降はしばらく教育テレビも総合テレビと同時放送で崩御のニュースを放送していたが、やがて各局毎に通常番組に戻していった。地上波では他チャンネルの特別放送に伴い、7日と翌8日は放送大学と当チャンネルのみ通常放送を行っていることとなり、この2日間は普段に比べ当チャンネルの視聴率が軒並み上がる現象がみられた。
1990年（平成2年）、日本テレビ系列の『EXテレビ OSAKA』（読売テレビ制作）の火曜日の企画で「視聴率調査機のある約2600世帯の方だけに送る限定番組」なるものが放映され、司会の上岡龍太郎は「今から1分間NHK教育テレビにチャンネルを合わせてください」と呼びかけた。当時のNHKは総合・教育とも午前0時で放送終了で、当時はメンテナンスのための砂嵐（地域によってはテストパターン）しか放送されていないにもかかわらず、ビデオリサーチで2パーセント、ニールセンで5.9パーセントの瞬間視聴率を記録した。これは放送当日付けのNHK教育の番組のものよりも高い数値を記録し、ビデオリサーチから読売テレビに抗議がくるハプニングがあったが、日本民間放送連盟からテレビ娯楽番組最優秀賞を受賞した。
ハイビジョン製作番組が増加した2003年（平成15年）ごろから、NTSCでは画像サイズの調整時に一瞬映像が乱れることがあり、その対策として番組終了後の数秒程度フェイドアウト状態となる番組があったが、2010年（平成22年）7月5日以後、レターボックス16:9に完全移行したことからこのフェイドアウト状態は解消されつつあるが、若干の番組が4:3放送を継続しているため一部の時間帯で見られる。また、ワンセグでは通常のEテレの番組とワンセグ2独自編成の番組の境目にも数秒程度フェイドアウト状態となる番組もある。
Eテレ時代の一部番組案内では、スポットおよび次回予告の最後の5秒間で「ETV」の文字が3段階で「Eテレ」の文字に変化するパターンのID映像がある。通常バージョンのほか、3段階で「Eテレ」の文字に変化する度に紅葉の絵柄が変わる秋バージョン、文字に雪が付いた冬バージョン、「T」が「テ」に変化する際、はじき出されたバケツがちょうど雪だるまにかぶる雪だるまバージョンなどもある。
2009年（平成21年）春から主に日中を中心にレターボックス16:9の番組を主として地デジ移行促進の字幕ロール（原則番組開始時）の表示を開始。2010年（平成22年）9月から地デジコールセンターの受付時間帯（月 - 金曜 9時 - 21時、休日・年末年始 9時 - 18時）はロール字幕+地デジコールセンターの電話番号の固定表示（画面下）を行う。2011年（平成23年）1月24日以後、地デジコールセンターの電話番号の表示時間を放送・電波送出時間中の終日表示にする。
ワンセグでは、2010年（平成22年）2月上旬まで一部の番組を除き、ウォーターマークを表示していたが、現在は終日非表示となっている。